# (22616) Bogolyubov
(22616) Bogolyubov est un astéroïde de la ceinture principale.

## Description
(22616) Bogolyubov est un astéroïde de la ceinture principale. Il fut découvert le 23 mai 1998 à la station Anderson Mesa par le programme LONEOS. Il présente une orbite caractérisée par un demi-grand axe de 2,43 UA, une excentricité de 0,13 et une inclinaison de 2,4° par rapport à l'écliptique.

## Compléments